# Mo Adams
Mohammed Adams, detto Mo (Nottingham, 23 settembre 1996), è un calciatore inglese, centrocampista svincolato.

## Caratteristiche tecniche
È un centrocampista centrale.

## Carriera
Ha esordito in MLS il 21 aprile 2018 disputando con il Chicago Fire l'incontro vinto 2-1 contro i N.Y. Red Bulls.

## Palmarès

### Club

#### Competizioni nazionali
- U.S. Open Cup: 1

Atlanta United: 2019